# 小行星2261
小行星2261（2261 Keeler）是一颗围绕太阳公转的小行星。1977年4月20日，阿諾德·克萊莫拉（Arnold Klemola）在汉密尔顿山发现了此天体。
該小行星以美國天文學家詹姆士·愛德華·凱勒命名。
这颗小行星的绝对星等为99.35699等。